# Walter Pieringer

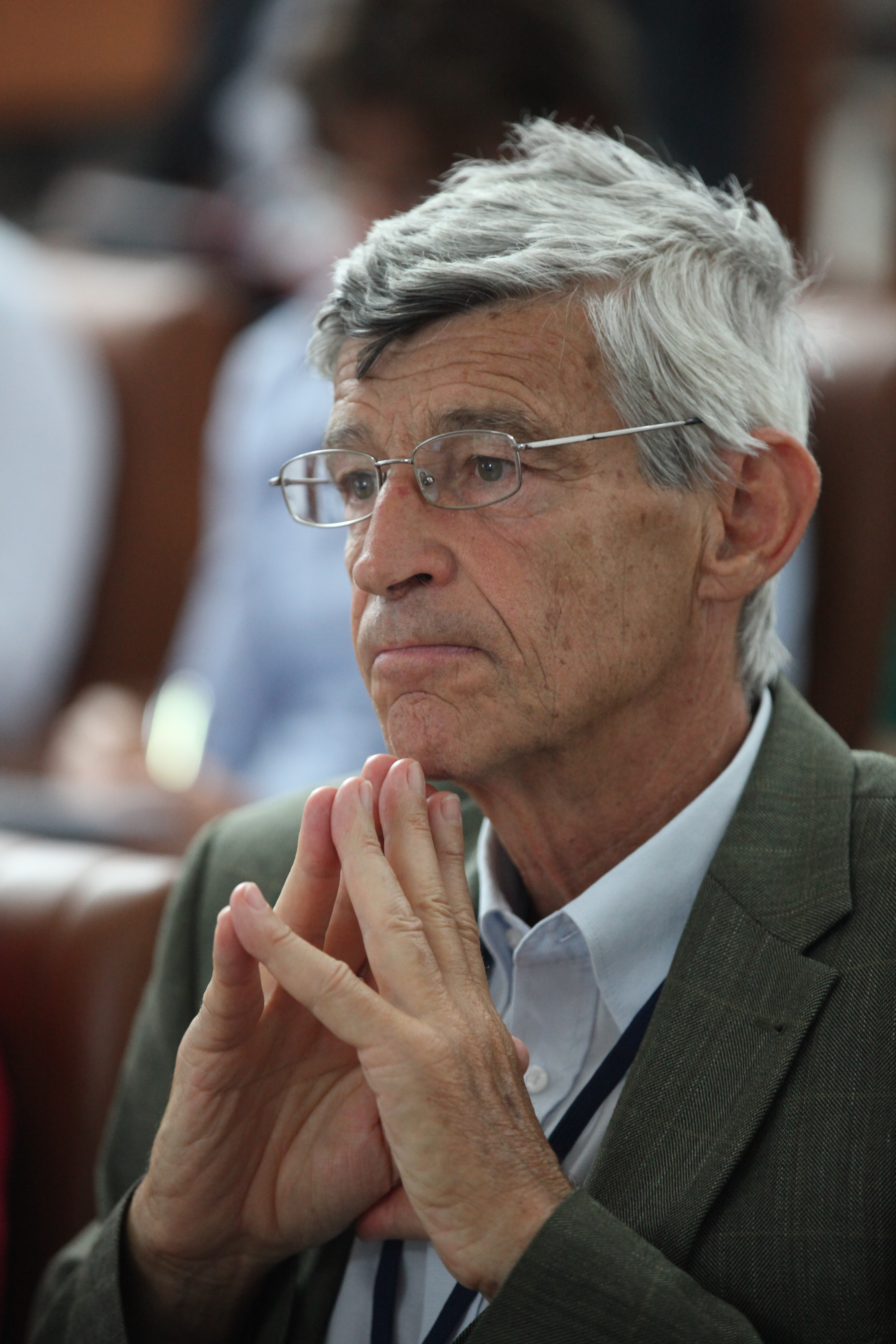
Walter Pieringer (2011)

Walter Pieringer (* 1. Oktober 1942 in Graz; † 17. Oktober 2020) war ein österreichischer Psychiater und Psychoanalytiker.

## Leben
Pieringer war Vorstand der Universitätsklinik für Psychotherapie an der Medizinischen Universitätsklinik Graz. Er war Gruppen- und Lehranalytiker sowie Psychodrama-Leiter. Gemeinsam mit Raphael M. Bonelli und dem Theologen Bernd Oberndorfer gründete er 2009 das RPP-Institut. Er beschäftigte sich mit dem Grenzgebiet zwischen Religiosität und Psychotherapie.

## Publikationen
- als Hrsg. mit R. M. Bonelli und H.-P. Kapfhammer: Religiosität in Psychiatrie und Psychotherapie. Pabst, Lengerich 2007.
- mit F. Ebner: Zur Philosophie der Medizin. Springer, Wien 2000.
- Psychotherapie im Wandel. WUV, Wien 1991.
- mit P. Klein und K. W. Müller: Psychosomatische Störungen im Erwachsenenalter und Kindesalter. Reinhardt, München 1990.
- als Hrsg. mit B. Verlic: Sexualität und Erkenntnis. Leykam, Graz 1990.